# Victor Prouvé

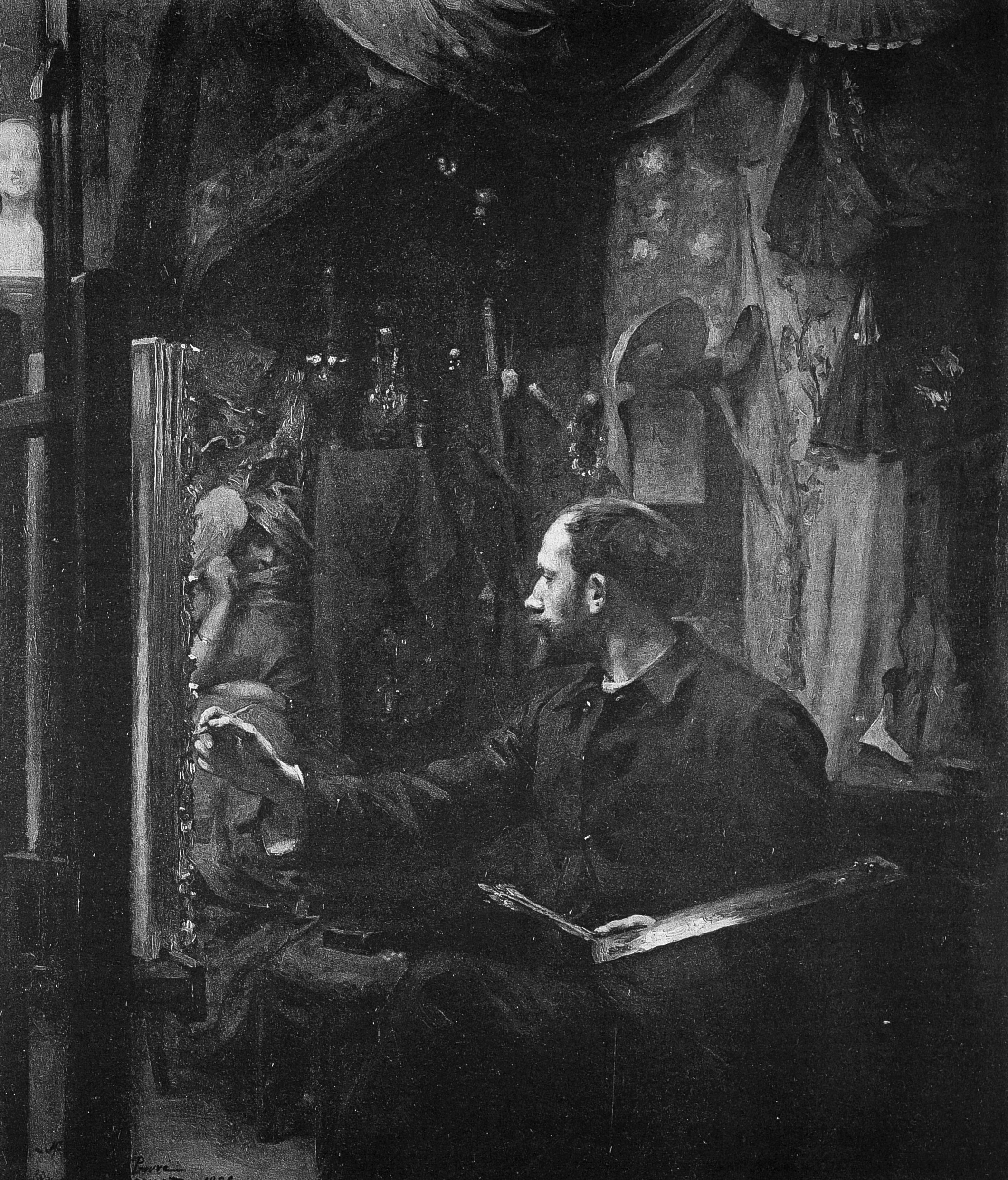
Victor Prouvé, 1886

Victor Prouvé (* 13. August 1858 in Nancy, Département Meurthe-et-Moselle; † 15. Februar 1943 in Sétif, Algerien) war ein französischer Maler, Bildhauer, Medailleur und Kupferstecher. Er war Mitbegründer der École de Nancy und gilt als wichtiger Vertreter der Art Nouveau.

## Leben
Victor Prouvé kam nach Paris und studierte an der École de Dessin, später wechselte er an die École des Beaux-Arts zu Alexandre Cabanel. Anschließend arbeitete er viel mit Émile Gallé zusammen. Auch mit anderen Künstlern, wie Fernand Courteix, Albert Heymann und Eugène Vallin, gestaltete sich ein ergebnisreiches Arbeiten. Als sich diese Künstler zur École de Nancy gruppierten, spielten auch Handwerksbetriebe, wie etwa die Glashütte Daum Frères, eine große Rolle.
1888 unternahm Prouvé eine ausgedehnte Studienreise nach und durch Tunesien. Von dieser Reise brachte er eine Vielzahl von Skizzen mit, welche dann die Basis für Bilder und andere Kunstgegenstände bildeten. 
Am 5. Januar 1898 heiratete Prouvé in Nancy Marie Amélie Duhamel und hatte mit ihr sieben Kinder: Hélène (1899–), Jean (1901–1984), Victor Ernest (1902–), Thérèse Marie (1910–), Henri Georges (1915–) und Pierre Louis (1918–).
1904 berief man Prouvé als Nachfolger des verstorbenen Émile Gallé zum Präsidenten der École de Nancy. Gegen Ende des Ersten Weltkriegs nahm er Leitungsfunktionen in der Propaganda an Schulen und für Dorfbevölkerungen an, die sich gegen die Deutschen, die sogenannten „Boches“ richtete. Als Nachfolger Gallés leitete er zwischen 1919 und 1940 die École des Beaux-Arts seiner Heimatstadt.

## Ehrungen

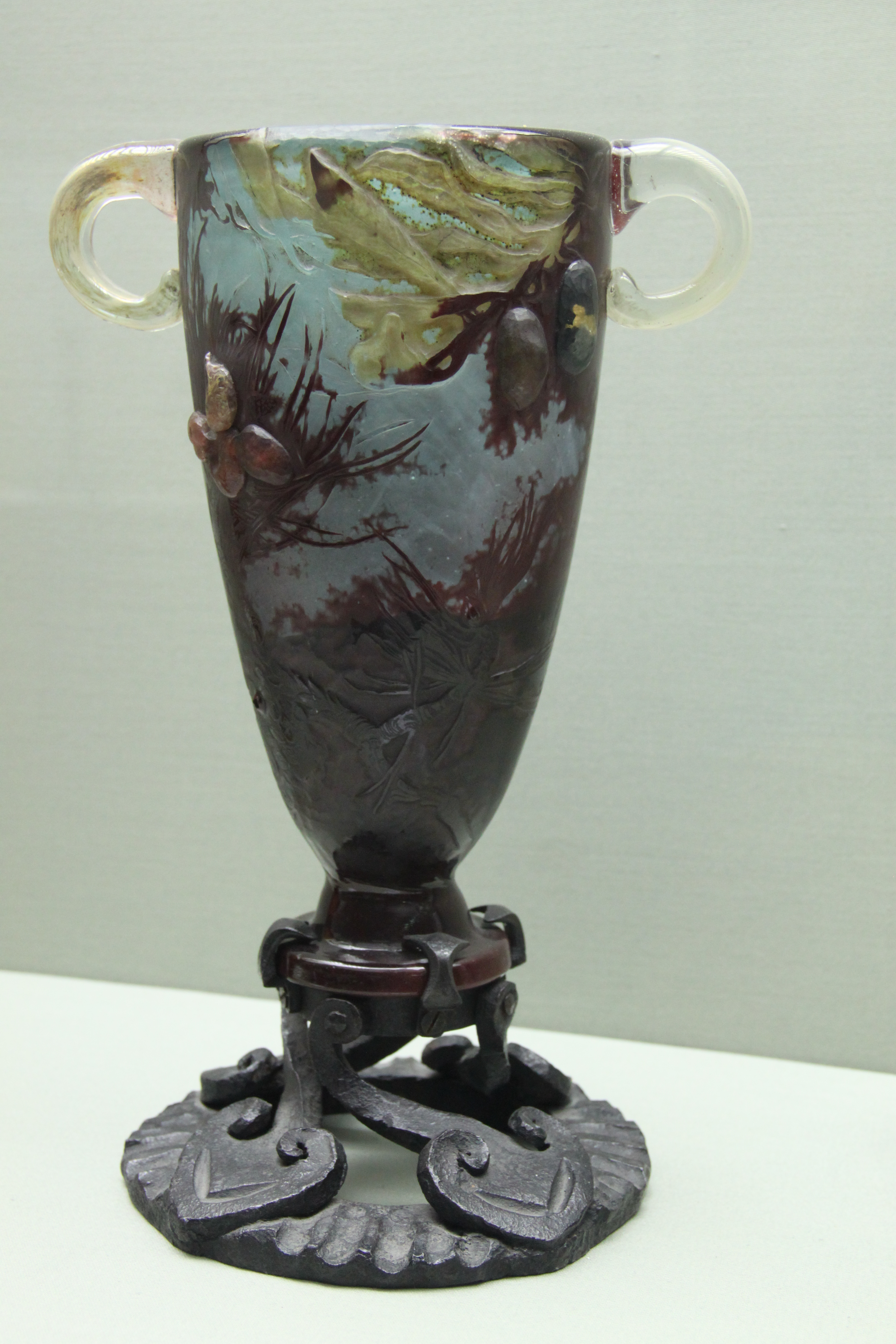
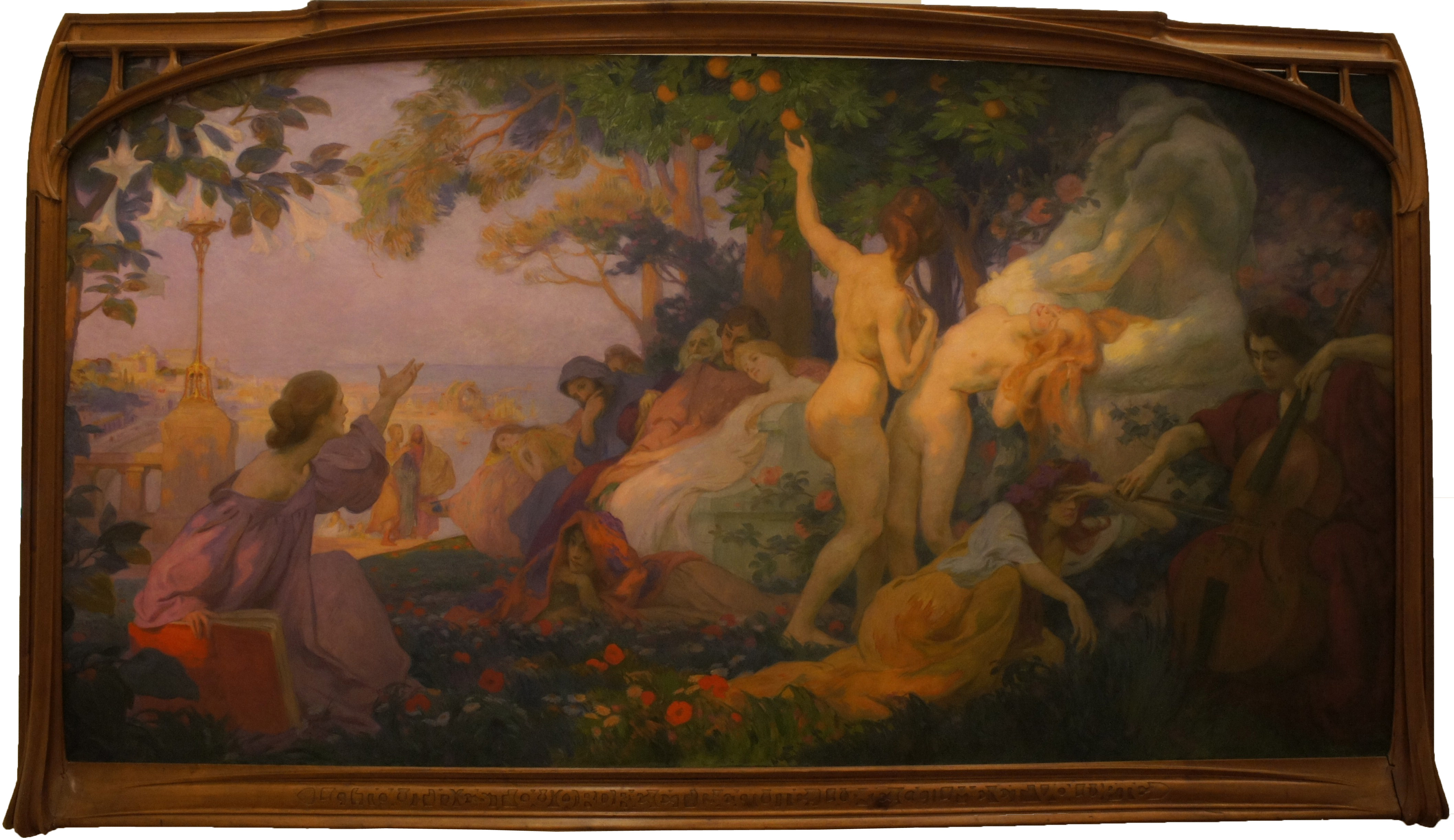
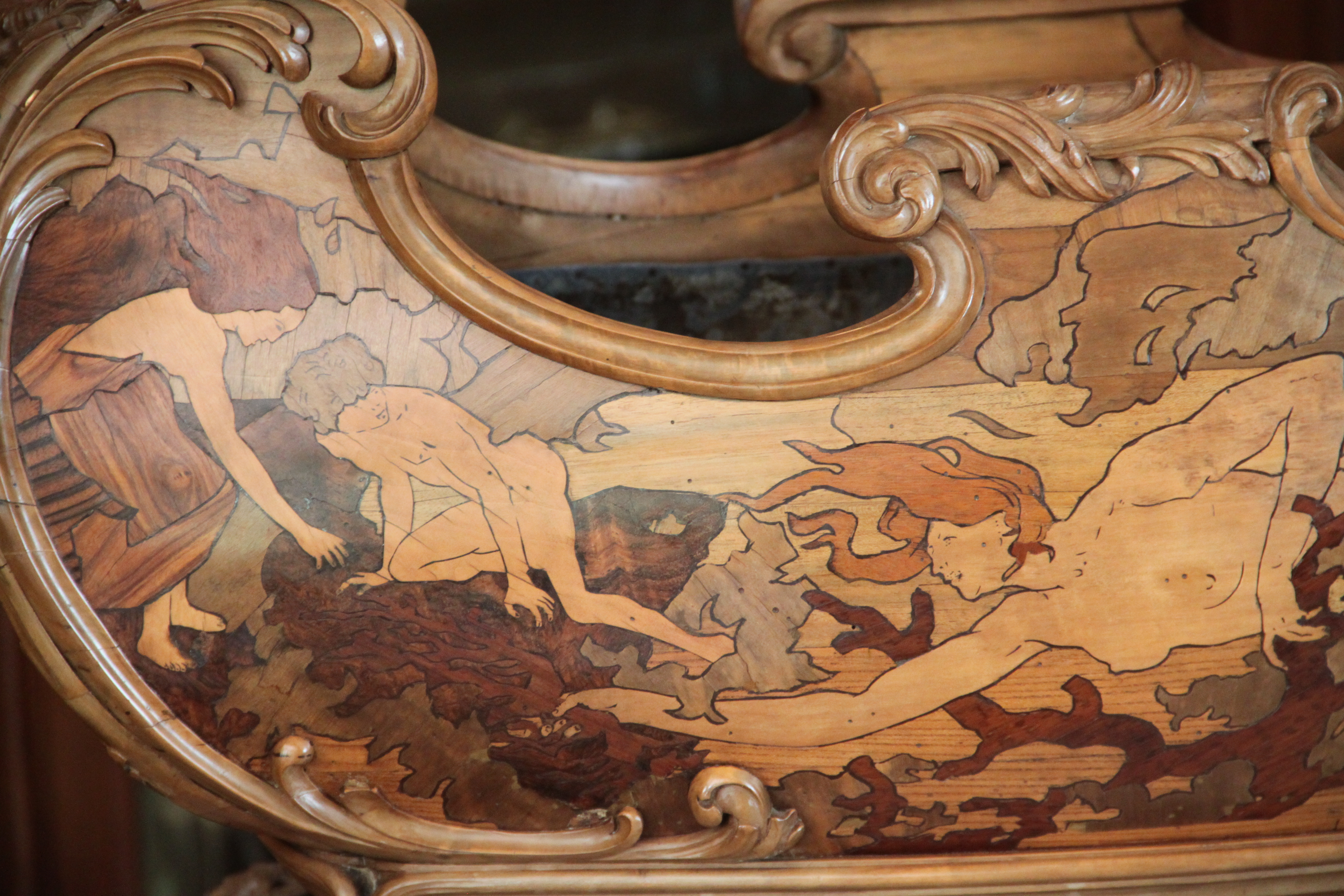
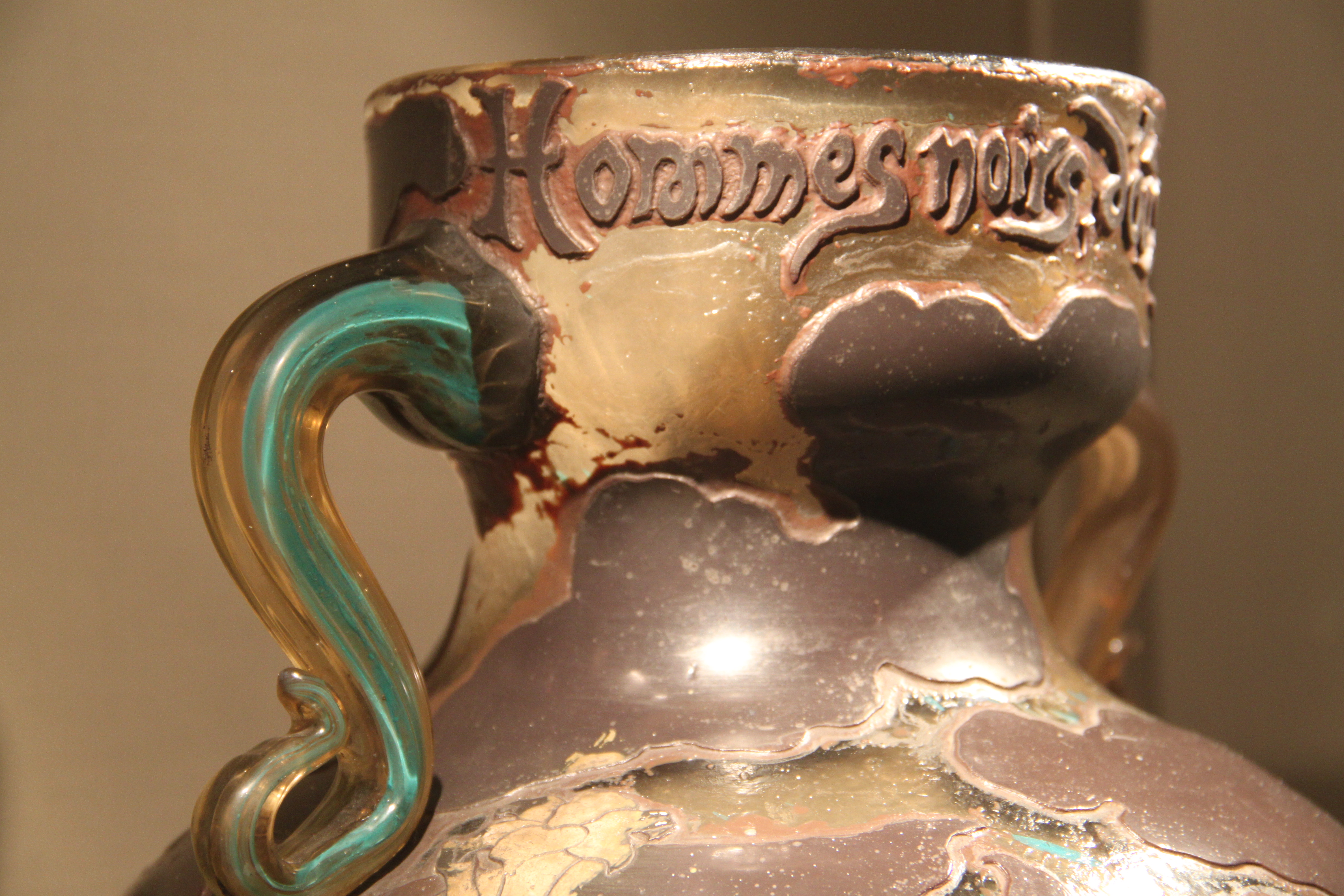

- Kommandeur der Ehrenlegion

## Werke (Auswahl)
Malerei
- Saal im Rathaus von Nancy. 1892.
- Saal im Rathaus von Issy-les-Moulineaux. 1898.
- Saal der Mairie im 11. Arrondissement von Paris. 1899–1907.

Bildhauerei
- La soif. 1893.
- La nuit. 1895.